# Pas de consultations aujourd'hui
Pour plus de détails, voir Fiche technique et Distribution.
Pas de consultations aujourd'hui (本日休診, Honjitsu kyūshin) est un film japonais réalisé par Minoru Shibuya, sorti en 1952.

## Synopsis
Alors que c'est son jour de congé, un médecin contentieux et attentionné voit sa journée ponctuée par un défilé de malades et de personnes sollicitant son aide.

## Fiche technique
- Titre français : Pas de consultations aujourd'hui[1]
- Titre original : 本日休診 (Honjitsu kyūshin?)[2]
- Titre anglais : Doctor's Day Off[2]
- Réalisation : Minoru Shibuya
- Scénario : Ryōsuke Saitō (ja), d'après le roman homonyme de Masuji Ibuse, lauréat du 1er prix Yomiuri en 1949[3]
- Photographie : Hiroyuki Nagaoka
- Décors : Tatsuo Hamada
- Musique : Hiroshi Yoshizawa et Hajime Okumura (ja)
- Producteur : Takeshi Yamamoto
- Sociétés de production : Shōchiku
- Société de distribution : Shōchiku
- Pays d'origine :  Japon
- Langue originale : japonais
- Format : noir et blanc - 1,37:1 - 35 mm - son mono
- Genre : comédie dramatique
- Durée : 97 minutes[4] (métrage : 10 bobines - 2 661 m[5])
- Dates de sortie : 
  - Japon : 29 février 1952[5]

## Distribution
- Eijirō Yanagi : le docteur Mikumo
- Rentarō Mikuni : Yusaku
- Chikage Awashima : Omachi
- Kōji Tsuruta : Kakichi

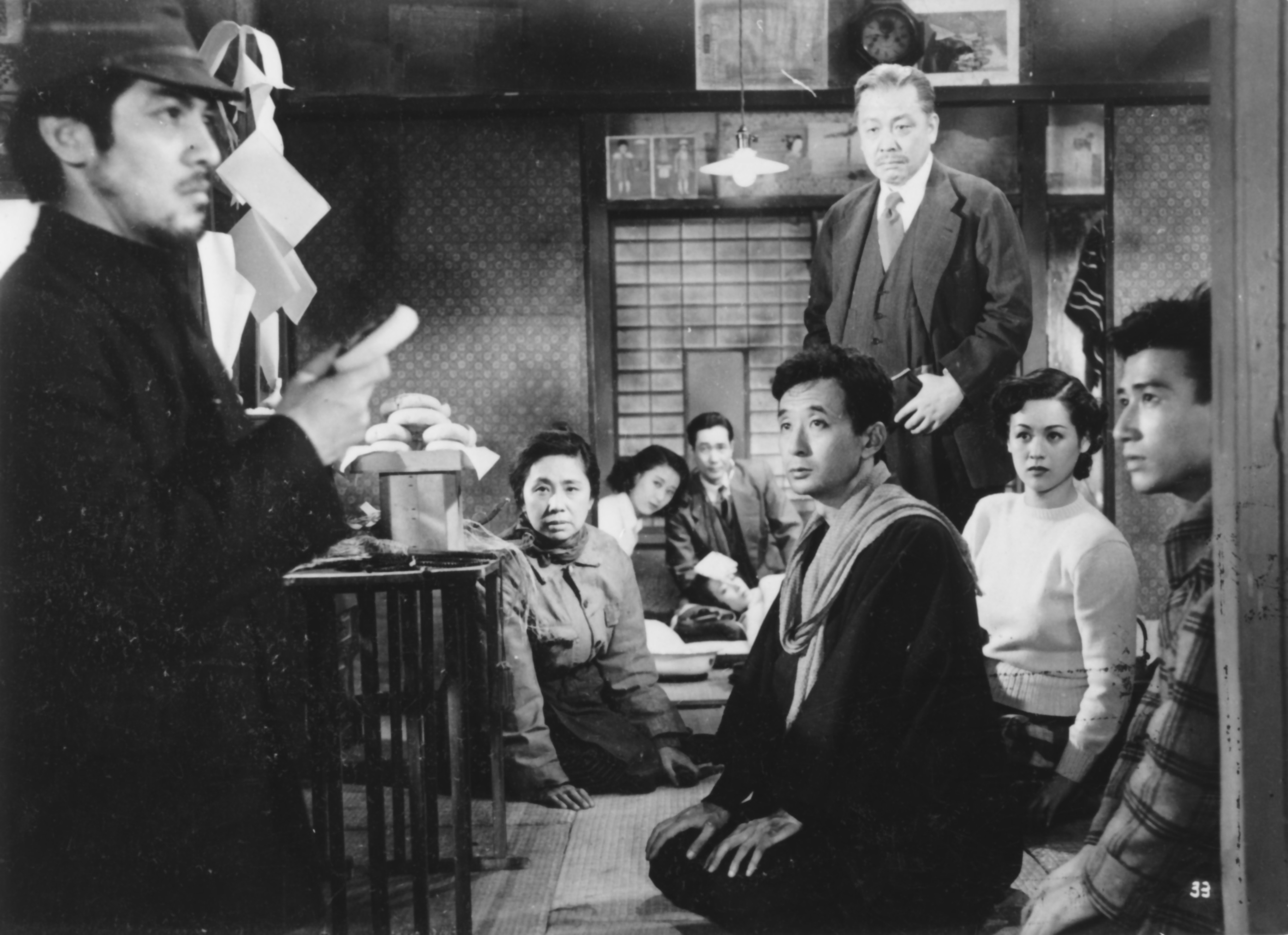
De g. à d. : Rentarō Mikuni, Akiko Tamura, Nobuo Nakamura, Eijirō Yanagi, et Keiji Sada.

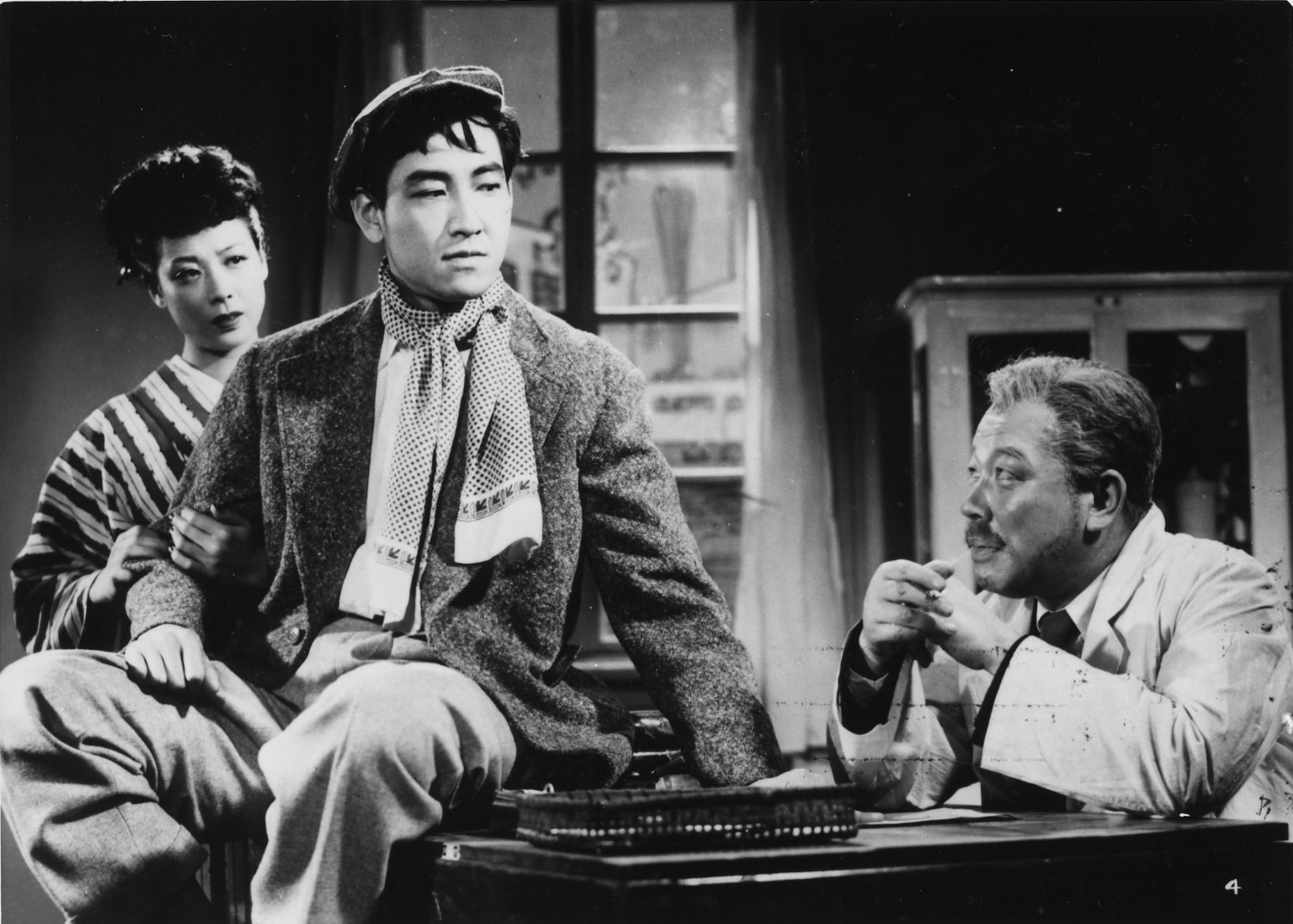
De g. à d. : Chikage Awashima, Kōji Tsuruta et Eijirō Yanagi.

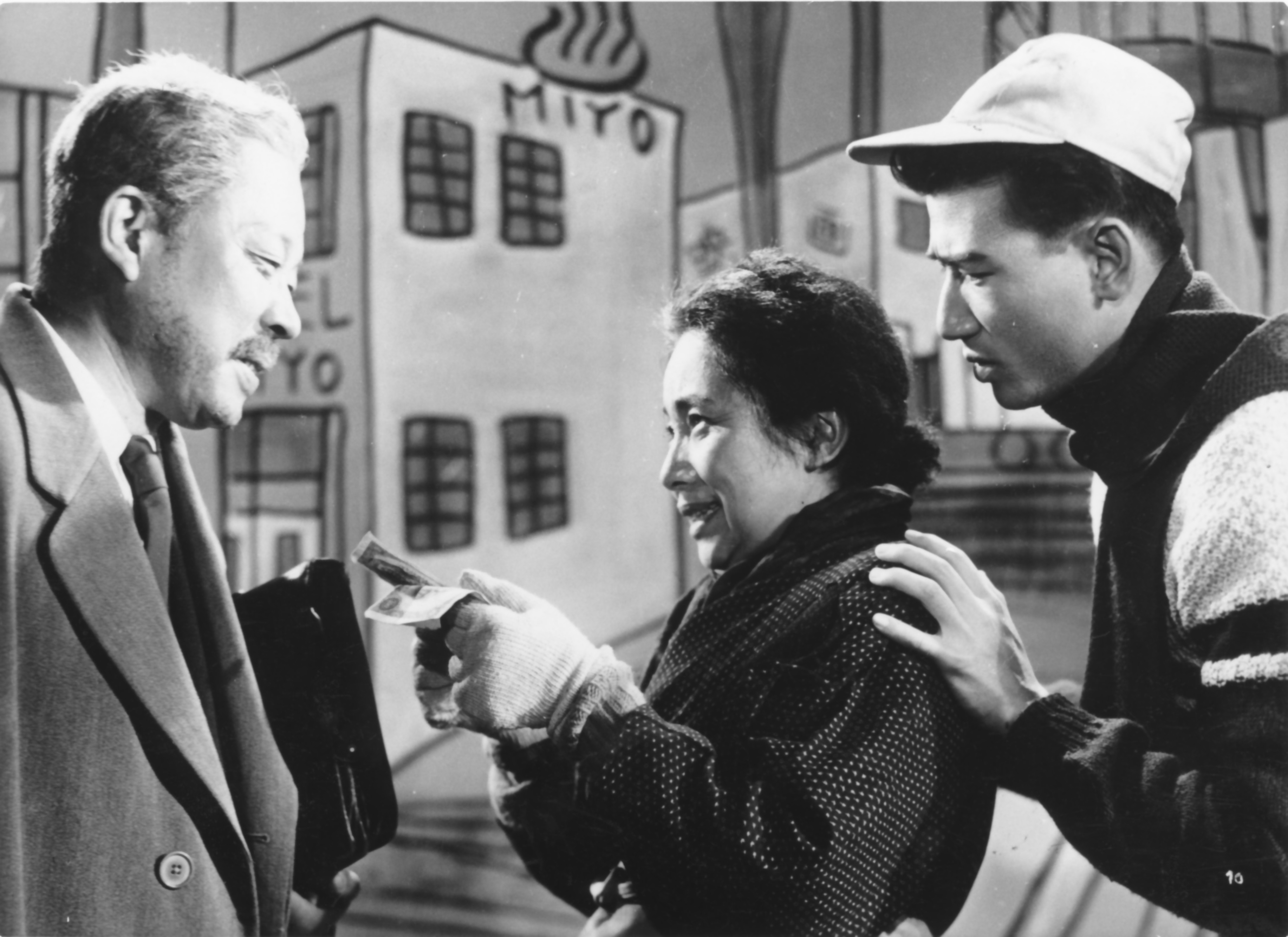
De g. à d. : Eijirō Yanagi, Akiko Tamura et Keiji Sada.

- Nobuo Nakamura : Take, le frère d'Omachi
- Keiko Kishi : l'infirmière Taki
- Keiji Sada : Haruzo Yukawa
- Akiko Tamura : Michiyo Yukawa
- Teruko Nagaoka (ja) : Okyo
- Jun Tatara : le vétéran de guerre
- Rieko Sumi (ja) : Yuko Tsuwano
- Hisao Toake (ja) : le policier Matsuki
- Junji Masuda (ja) : Gosuke, le neveu du docteur Mikumo
- Yūko Mochizuki : la femme yakuza
- Suisen Ichikawa (ja) : Mme Toyoko
- Yoshindo Yamaji : le batelier
- Reiko Minakami : la femme du batelier

## Autour du film
Pas de consultations aujourd'hui est une œuvre pleine de mélancolie qui dépeint la société japonaise de l'immédiate après guerre et saisit avec habileté les travers du cœur humain.

## Distinctions
Sauf indication contraire, les informations mentionnées dans cette section peuvent être confirmées par la base de données cinématographiques IMDb,  présente dans la section « Liens externes ».

### Récompenses
- 1953 : prix Mainichi du meilleur réalisateur pour Minoru Shibuya[7]
- 1953 : Blue Ribbon Award du meilleur scénario pour Ryōsuke Saitō (ja)[8]